# Heijunka
Le heijunka (平準化) est une technique de nivelage d'une production donnée par le volume (quantité de produits fabriqués) et le mix produits (offre combinée) (diversité des produits fabriqués) sur une période.

## Définition
Dans le concept du système de production de Toyota, le heijunka est le lissage de la production par le volume mais aussi le mix produits au cours d'une période de temps donnée.
Cette technique est utilisée pour minimiser les effets non désirés d'une fabrication à la demande (built-to-order manufacturing) : par exemple, une société fonctionnant strictement en fabrication à la demande, si les commandes clients sont élevées, fabriquera en grandes quantités, dépensera de l'argent en heures supplémentaires, stressera son personnel et poussera les limites de son équipement. Mais elle fera chômer ce même personnel si, la semaine suivante, les commandes clients sont faibles.
Le but du heijunka est d'équilibrer ou de lisser le programme de fabrication de l’entreprise. Les produits ne sont pas directement fabriqués selon les besoins du client. Les volumes de commandes sont pris sur une période donnée de temps et lissés pour s’assurer de fabriquer chaque jour la même quantité et le même mix produits.

## Les avantages duheijunka
- Production lissée et plus régulière
- Programmes de fabrication prévisibles
- Répercussion de cette stabilité sur les fournisseurs
- Réduction de stress sur la chaîne logistique (supply chain)
- Économies d’heures supplémentaires
- Gestion des ressources humaines plus facile
- Fabrication à la demande sur une période de temps donnée

## Les inconvénients duheijunka
- La production ne fonctionne pas strictement en fabrication à la demande.
- Les stocks sont plus élevés qu’en pure fabrication à la demande.

## Source
- Cet article est partiellement ou en totalité issu du site Free-Logistics, le texte ayant été placé par l’auteur ou le responsable de publication sous la licence de documentation libre GNU ou une licence compatible.

- Heijunka représente le lissage de la charge ainsi que le lissage de la combinaison de produit « Heijunka en 4 étapes », sur cartographiedesprocessus.blogspot.com (consulté le 24 février 2023).